# Sanza
Sanza ist eine italienische Gemeinde mit 2355 Einwohnern (Stand 31. Dezember 2023) in der Provinz Salerno in der Region Kampanien  und Teil der Comunità Montana Vallo di Diano sowie des Nationalpark Cilento und Vallo di Diano. Partnergemeinde in Deutschland ist  Klettgau (Gemeinde).

## Geografie
Die Nachbargemeinden sind Buonabitacolo, Casalbuono, Casaletto Spartano, Caselle in Pittari, Monte San Giacomo, Montesano sulla Marcellana, Piaggine, Rofrano, Sassano und Valle dell’Angelo.
Die zwei Ortsteile (frazioni) sind San Donato und Varivertola.